# حاملة الزيت

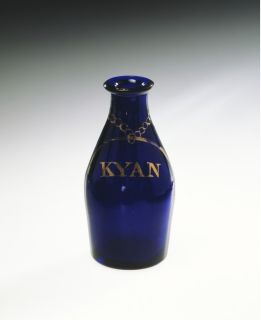
حاملة زيت 1780-1800، متحف فكتوريا وألبرت رقم. 118-1907

حاملة الزيت أو حاملة الخل أو إبريق زجاجي قنينة صغيرة ذات قاع مسطح ورقبة ضيقة. غالبًا ما تحتوي هذه الحاملات على شفة أو صنبور (بزبازة) وقد يكون لها أيضًا مقبض. على عكس الدورق الصغير، تحتوي الحاملة فدام أو غطاء. تصنع الحاملات عادةً من الزجاج أو الخزف أو الفولاذ المقاوم للصدأ. يوضع فيها الزيت أو الخل.